# اکس‌لود
اکس‌لود (به انگلیسی: xload) یک برنامه گرافیکی کوچک در سیستم‌عامل‌های یونیکس و شبه یونیکس است. این برنامه یک پنجره کوچک باز کرده و بافت‌نگاری از بار سیستم را در آن نمایش می‌دهد و آن را هر چند ثانیه یک بار بروزرسانی می‌کند. این برنامه از اجزای سامانه پنجره اکس است. کاربر می‌تواند تنظیمات اندکی را مشخص کند. مثلاً رنگ نمودار، دوره زمانی عمل بروزرسانی و تعدادی تنظیمات اندک دیگر.

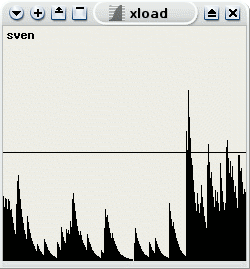
تصویری از برنامه

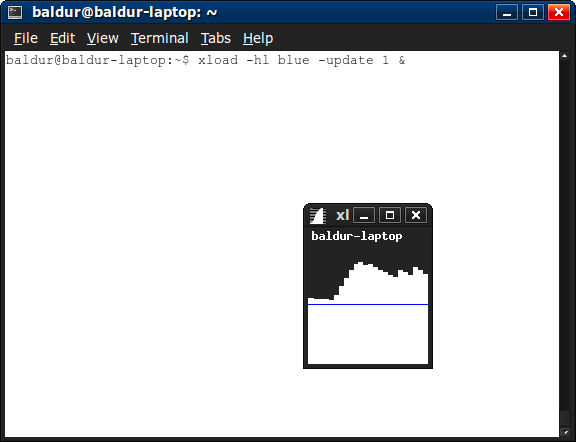
تصویری از اکس‌لود که توسط گنوم ترمینال اجرا شده است. برنامه توسط دستور xload -highlight blue -update 1 & اجرا شده است